# Deutsche Christlich-Soziale Volkspartei
Die Deutsche Christlich-Soziale Volkspartei war eine bürgerlich-christliche Partei in der Tschechoslowakei in der Zeit zwischen dem Ersten Weltkrieg und der faktischen Selbstauflösung 1938. Die Wähler waren vor allem Katholiken der deutschsprachigen Bevölkerungsgruppe.

## Entstehung
Die Partei hatte Wurzeln bereits in der Christlichsozialen Partei des Vielvölkerstaats der österreichisch-ungarischen Monarchie, die allerdings unter den Deutschböhmen und Deutschmährern politisch kaum eine Rolle spielte. Sie stellte vor dem Ersten Weltkrieg aus diesen Wahlbezirken nur zwei Abgeordnete im Reichsrat.
Die Deutsche Christlich-Soziale Volkspartei wurde 1919 gegründet, ihr christlich ausgerichtetes Parteiprogramm wurde von dem Moraltheologen und Sozialethiker Karl Hilgenreiner zusammen mit Robert Mayr-Harting entworfen.

## Politische Entwicklung
In den ersten Jahren der Tschechoslowakischen Republik (ČSR) wandte sich die Partei zusammen mit den christlichen Parteien der Tschechen und Slowaken gegen die antikirchlichen Bestrebungen der Nachkriegsregierungen.
Seit Oktober 1922 stützte die Partei neben einigen anderen Parteien der deutschsprachigen Bevölkerungsgruppe  die tschechoslowakische Regierung. Seit 1926 stellte sie mit Robert Mayr-Harting einen Minister. Auf Grund ihrer Mitarbeit im neuen Staat wurden diese Parteien Aktivisten genannt (vergl. Aktivismus und Negativismus).

## Wahlergebnisse
Bei den Parlamentswahlen 1920 kam die Partei auf 2,5 % der Stimmen und erhielt 9 Mandate. Im Jahr 1925 waren es 4,4 % und 13 Mandate. Bei den Wahlen von 1929 kam die Partei auf 4,7 % und 14 Mandate. Starke Verluste musste sie 1935 hinnehmen. Sie kam nur noch auf 2 % mit sechs Mandaten.
Angesichts des Zulaufs für die Sudetendeutsche Partei von Konrad Henlein beendete die Volkspartei nach dem „Anschluss“ Österreichs an das nationalsozialistische Deutschland 1938 ihre Tätigkeit.